# Roman Gotfryd
Roman Gotfryd (* 10. Januar 1951 in Breslau) ist ein ehemaliger polnischer Boxer im Federgewicht.

## Karriere
Er wurde 1968 und 1969 Polnischer Juniorenmeister, sowie 1973, 1977, 1978 und 1981 Polnischer Meister. Bei den Europameisterschaften 1977 in Halle schied er erst im Finale gegen Richard Nowakowski aus und sicherte sich damit den zweiten Platz. Bei den Weltmeisterschaften 1978 in Belgrad erreichte er einen dritten Platz, nachdem er im Halbfinale gegen Ángel Herrera ausgeschieden war.
In Länderkämpfen besiegte er unter anderem 1974 den späteren Vize-Weltmeister Bratislav Ristić und 1977 den späteren Profiweltmeister Johnny Bumphus.
| Personendaten    | Personendaten                    |
| ---------------- | -------------------------------- |
| NAME             | Gotfryd, Roman                   |
| KURZBESCHREIBUNG | polnischer Boxer im Federgewicht |
| GEBURTSDATUM     | 10. Januar 1951                  |
| GEBURTSORT       | Breslau                          |